# Brisance
La brisance est l'aptitude d'un explosif à fragmenter une cible. Elle est pratiquement proportionnelle à la rapidité avec laquelle un explosif développe sa pression maximale. La brisance mesure la capacité de destruction d'un explosif. Le terme provient du verbe « briser ». La brisance est d'une importance capitale pour déterminer l'efficacité d'une explosion dans la fragmentation d'obus, d'enveloppes de bombes, de grenades, de structures, etc.
Une explosion brisante atteint son maximum de pression si rapidement qu'une onde de choc est formée. Son effet est de briser (par résonance du choc) le matériau environnant ou en contact avec l'onde de détonation supersonique créée par l'explosion. Ainsi, la brisance est une mesure de la capacité de destruction d'un explosif et n'est pas nécessairement corrélée au travail développé par l'explosion.
L'épreuve d'écrasement du sable est couramment employée pour déterminer la brisance relative par rapport au TNT. Il n'existe pas de test qui soit capable à lui seul de comparer directement les propriétés explosives de deux composés explosifs. Il est important de comparer les données de plusieurs tests (écrasement du sable, test de Trauzl…) afin d'évaluer la brisance relative. Pour évaluer les brisances, il est nécessaire de faire des expériences sur le terrain.
L'un des explosifs conventionnels les plus brisants est le cyclotriméthylènetrinitramine (également connu comme le RDX ou hexogène).